# Jiří Dvořák (malíř)
Jiří Dvořák (10. dubna 1891, Střítež u Třebíče – 25. ledna 1977, Ivančice) byl český akademický malíř.

## Charakteristika
Charakteristika jedince je nejvěrohodnější a nejobjektivnější, udělá-li se v dostatečném odstupu od doby, kdy jim konané skutky a jejich důsledky byly současností. Čas objektivně, tedy pravdivě, vypreparuje vlastnosti, které jsou určující pro poznání povahy a významu osobnosti. Pro osobnost akademického malíře a pedagoga Jiřího Dvořáka lze považovat za určující tyto vlastnosti. Měl výrazné sociální cítění. Projevovalo se v jeho vztahu ke studentům a ostatním lidem v okruhu jeho působení i v názorech na celou společnost. Důsledkem byla levicová orientace v meziválečném období i po druhé světové válce. Byl specifickým způsobem charizmatický. Jevil se jako neprůbojný, snad ostýchavý, ale měl popularitu důvěryhodnosti. Byl velmi mírným pedagogem, vytvářel ale atmosféru, ve které se studenti styděli být vulgární. V nedobrých a rizikových situacích se choval odpovědně, neváhal podstoupit rizika za svá rozhodnutí. Dokazuje to vstup do československých legií v Rusku v roce 1916 a doložená aktivní činnost v ilegální organizaci po okupaci republiky (1939, skupina vzniklá kolem fotbalového klubu DSK Ivančice).

## Život
Jiří Dvořák se narodil 10. dubna 1891 ve Stříteži u Třebíče jako nejmladší z pěti dětí v rolnické rodině. Po maturitě na třebíčském gymnáziu ve školním roce 1910–1911 pokračoval studiem zemědělského inženýrství ve Vídni na Hochschule für Bodenkultur. Zde jej zastihla první světová válka a roku 1914 narukoval jako kadet Rakousko-uherské armády, s níž byl nucen se zúčastnit ruského tažení. Pro své národní cítění záhy dezertoval a byl ruskou armádou zajat 17. dubna 1915. Dlouhé měsíce pak strávil v ruských zajateckých táborech v Alčevsku, Varvarapolje a v Suzdale. Zde se seznámil se stejně starým jihočeským krajinářem Ottou Matouškem, který v té době byl již absolventem výtvarných studií u Jana Preislera a Maxe Pirnera na pražské akademii. Matoušek měl na vstup Dvořáka na malířskou dráhu zásadní vliv.
Spolu se intenzivně věnovali zejména kresbě a akvarelování krajinných a architektonických motivů. 14. června 1916 oba přátelé společně vstoupili do vojska Československých státních legií v Kyjevě (místo přihlášení do legií Suzdal). Pak následovalo převelení do Bělgorodu (1917) a po několika měsících byl Dvořák vyslán jako emisar do Taškentu. V roce 1918 po návratu k legiím na Ukrajinu onemocněl těžkým zápalem plic a byl léčen v sanatoriu v Kyjevě. Při ústupu vojska byl evakuován do nemocnice v Saratově. Zde také tři měsíce navštěvoval akademii profesora Savinova. Legie se přesouvaly dále. Až mu to zdravotní stav dovolil, vydal se Dvořák na vlastní pěst na cestu domů. Vypravil se pěšky jen s nejnutnějším zavazadlem. Na místě musel zanechat celou svou dosavadní malířskou tvorbu. Věřil, že do Saratova k rodině, u které své věci uschoval, později přicestuje. Nikdy se mu to ale již nepodařilo.
Do rodné Stříteže se vrátil v březnu 1919 (ukončení služby v legiích 10. března 1919, 7. střelecký pluk, praporčík). Následně se přihlásil do 1. praporu Čechoslováků z Ruska, onemocněl a následně odešel z armády. Po rekonvalescenci a zotavení dokončil svá předcházející studia. Promoval jako inženýr agronomie na ČVUT v Praze v roce 1921. Pod vlivem svých válečných malířských zkušeností se přihlásil na Akademii výtvarných umění. Zde byl tehdejší rektorem Maxem Švabinským zařazen do ateliéru Vratislava Nechleby. Malířské nadání mj. dokumentuje udělení ceny na školní výstavě v roce 1920. Studium na AVU úspěšně ukončil v roce 1923.
Nechlebovo pedagogické vedení s jeho příznačným konzervatismem nalezneme snad jen v počátečním tradičním chápání formy a zacházení s figurálním motivem v kompozici. Vyzrálá podoba Dvořákova projevu se utvářela spíše v rámci malířského prostředí kolem sborníku Umělecké besedy Život. Zde třeba na prvém místě jmenovat Dvořákova krajana a přítele malíře Bedřicha Vaníčka, s nímž Dvořáka seznámil třebíčský rodák, přítel a legionář, malíř Viktor Nikodém. Společně v Praze pořádali pravidelné večery, na něž občas zavítal básník Vítězslav Nezval. S Vaníčkem Dvořáka poutalo celoživotní velmi blízké přátelství. Jeho prostřednictvím udržoval kontakt se soudobým výtvarným děním v hlavním městě poté, co se po ukončení studií (1924) natrvalo vrátil na Moravu. Byl dlouholetým členem Umělecké Besedy v Praze. Ve stálém a přátelském kontaktu zůstal s Viktorem Nikodémem, také s kolegou z akademie Vojtěchem Sedláčkem, dále s telčckým rodákem Antonínem Václavem Slavíčkem. Navzájem si vyměňovali některé své práce. Z existenčních důvodů si Dvořák doplnil na Karlově univerzitě aprobaci pro kreslení, deskriptivu a matematiku. V letech 1923–1928 působil na gymnáziu v Moravských Budějovicích a od roku 1928 v Ivančicích, které se staly jeho druhým domovem. S manželkou Hedvikou měli děti Hedviku a Jiřího.

## Dílo
Dvořákovo výtvarné dílo je mnohovrstevné i mnohotvaré. Tématy jeho obrazů jsou portréty, figurální kompozice, milenecké dvojice, zátiší a rozsáhlá krajinářská tematika. Velkými tématy jsou žena, mateřství a rodina. Rád maloval mytologické výjevy. Rozsahem i obsahem vynikají, jako odezva dětství, témata biblická. Často zobrazoval scénu Krista v Emauzích, neustále se vracel k zastavením křížové cesty, motivu zmrtvýchvstání a dalším tématem Nového zákona. Závěrečná práce studia na Akademii výtvarných umění, olej Máří Magdaléna před Kristem, zaujal při abiturientské školní výstavě tehdejšího pražského arcibiskupa Františka Kordače, jenž uvažoval o jeho odkoupení. Obraz vyjadřuje duchovní spřízněnost Krista a ponížené Marie; obě postavy tvoří protiváhu ostatním přihlížejícím. Tato kompozice plně uspokojila Vratislava Nechlebu.
V pojednání figur je v tvorbě Dvořáka cítit návrat ke starým mistrům, ale i poetické zjednodušení až naivismus. Jak sám napsal, biblické i mytologické výjevy jsou mu oslavou obecně lidských pohnutek radosti, lásky, bolesti, strachu, zármutku, utrpení. Tíha událostí druhé světové války je cítit v tragické poloze řady výjevů na obrazech z toho období. V Dvořákově díle je někdy vyzdvihována blízkost Zrzavému či Preislerovi, jsou shledávány odkazy na Šímu či Procházku. Obsáhlou část díla představují celé soubory krajin, převážně akvarelů, dokumentární i intimní zachycení blízkých míst. Jako bytostný kreslíř vytvořil bezpočet především krajinářských kreseb tužkou, perokreseb, akvarelů, pastelů a kvašů z okolí Ivančic, Třebíče a Moravských Budějovic. Často a rád se vracel na důvěrně známá místa, aby zachytil genia loci krajinných motivů. Vzniklo nepřeberné množství jarních a letních krajin s dominantní zelení a modří, i tlumených, klidných, až melancholických podzimních motivů. Charakterizuje je křehká barevnost a zjednodušování prostorových plánů. Stačil se věnovat i grafice, tvořit ex libris a novoročenky.

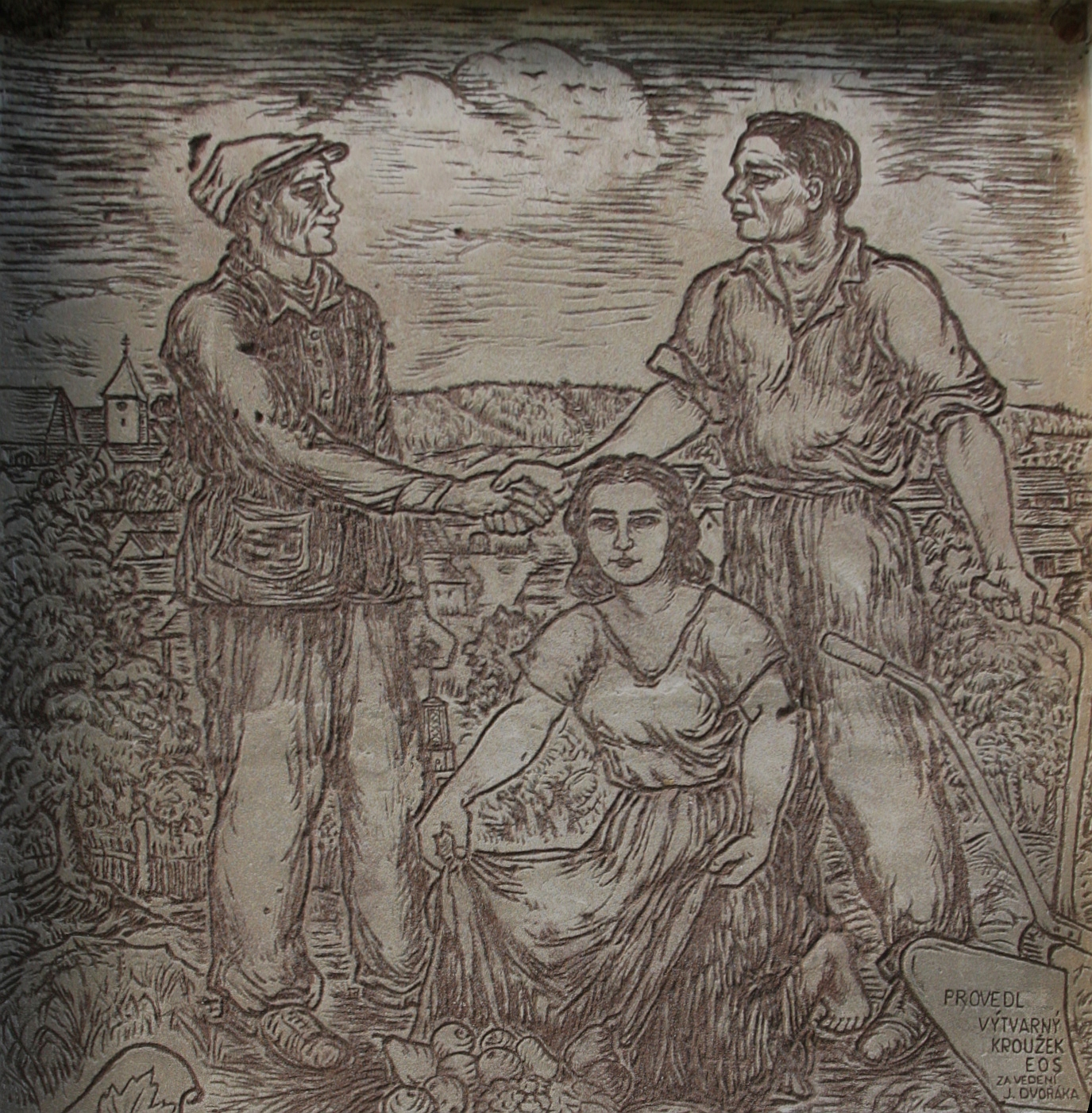
Sgrafito V jednotě síla, fasáda obecního úřadu Čučice

Dvořákova tvorba poválečných let sleduje všeobecný dobový příklon k sensualismu (za zdroj poznání se považuje pouze smyslové vnímání) a realismu. Toto se projevuje ve veřejných realizacích – sgrafitech, návrzích na reliéfy, alegorických cyklech. Připomeňme alespoň monumentální triptych Příjezd Rudé armády do Ivančic, jehož si Dvořák velice vážil i léta poté, co byl okolnostmi přinucen mnohé své poválečné levicově orientované postoje zrevidovat. Dvořák byl k sobě velmi kritický a v souvislosti s publikováním svých obrazů plachý. Ostýchal se vystavovat např. v hlavním městě, k čemuž byl často vyzýván, zejména Bedřichem Vaníčkem. Podle svých slov se nechtěl znechutit případnou negativní kritikou. Je škoda, že širší veřejnosti zůstal proto po dlouhé období téměř neznámý. Jeho jméno a charakteristika jeho díla jsou v literatuře uváděny zpravidla stručně (Platon Dějev, Prokop Toman). Stručné údaje najdeme také např. v publikacích třebíčského gymnasia (Almanach 75 let – 1946, „Gymnasium básníků“ – 1991); rozsáhlejší a zasvěcené statě jsou publikovány v Ivančickém zpravodaji. V denním tisku byla k jeho výstavám, životním výročím apod. publikována řada článků a glos.
Jiří Dvořák byl během svého života považován za uznávaného regionálního umělce. Význam jeho díla ale bezesporu přesahuje hranice jakéhokoliv regionu. Patřil vždy k osobnostem české meziválečné avantgardy. Jako souputníka velkých jmen českého umění 20. století jej objevila až akce pražské aukční síně a galerie Pictura v dubnu 2003. Souhrnné zhodnocení významu Dvořákovy tvorby je zpracováno v brožuře vydané uvedenou institucí k souborné výstavě (Mgr. Marcela Chmelařová, 2003). Jiří Dvořák si až do konce života zachoval radost z malířské tvorby, nevšední plodnost a chuť k hledání nových pohledů na svět, který ho obklopoval. Svým dílem podal svědectví o krajině a lidech naší země. Zemřel v Ivančicích dne 25. ledna 1977 a je pochován ve své rodné Stříteži. V Ivančicích, kde prožil převážnou část života, byl v roce 1976 jmenován čestným občanem města a po jeho smrti byla po něm pojmenována nově postavená ulice. Na jeho rodném domě ve Stříteži mu byla v roce 2007 odhalena pamětní deska.

## Výstavy
- 1923 Brno, „Výstava legionářů“ (dva obrazy)
- 1935 Třebíč, „Výstava obrazů“
- 1965 Ivančice, „Výstava obrazů“
- 1965 Židlochovice (opakování výstavy z Ivančic)
- 1967 Třebíč, „Jiří Dvořák, obrazy, kresby“
- 1971 Ivančice, „Kresby – akvarely“
- 1976 Ivančice, „Výstava k 85. narozeninám“
- 1979 Třebíč, „Třebíčsko v obrazech akad. malíře Jiřího Dvořáka“
- 1980 Ivančice, „Výstava věnovaná 35. výročí osvobození“
- 1986 Brno, Klub školství a vědy B. Václavka, „Obrazy a kresby“
- 1986 Ivančice, „Výstava kreseb a obrazů Jiřího Dvořáka u příležitosti nedožitých 95. narozenin“
- 1986 Střítež, „Výstava kreseb a obrazů Jiřího Dvořáka u příležitosti nedožitých 95. narozenin“
- 1987 Moravské Budějovice, „Výstava obrazů profesorů a absolventů Gymnázia v Moravských Budějovicích“
- 1988 Brno, Klub KSB, „Obrazy a kresby akademického malíře Jiřího Dvořáka“
- 1995 Třebíč, Městské kulturní středisko, „Výstava akvarelů a kreseb akad. malíře Ing. Jiřího Dvořáka“
- 2003 Praha, Pictura - aukční síň a galerie, „Výstava obrazů Jiřího Dvořáka“
- 2005 Třebíč, Art Gallery, „Prodejní výstava obrazů Jiřího Dvořáka“
- 2007 Třebíč, Muzeum Vysočiny, „Jiří Dvořák“